# Marcel Basler
Pour les articles homonymes, voir Basler.
 (octobre 2016).
Si vous disposez d'ouvrages ou d'articles de référence ou si vous connaissez des sites web de qualité traitant du thème abordé ici, merci de compléter l'article en donnant les références utiles à sa vérifiabilité et en les liant à la section « Notes et références ».
 (octobre 2016).
- Si vous ne connaissez pas le sujet, laissez ce bandeau (vous pouvez alors contacter les auteurs).
- Si vous supprimez le contenu mis en cause (vous pouvez préalablement contacter les auteurs),

argumentez précisément cette suppression dans la page de discussion
(un manque de référence n'est pas un argument ; une recherche réelle de référence doit avoir été effectuée, être formellement documentée).
Marcel Philippe Alfred Basler, né le 23 janvier 1917 à Paris et mort le 29 juin 1990 à Salernes, est un peintre français.
Second enfant du marchand et grand critique d'art franco-polonais Adolphe Basler et de Désirée Eugénie Renaudot, Marcel passera l'essentiel de sa vie à Paris où, de par les activités de son père, il est très tôt en contact avec des artistes renommés comme Raoul Dufy, Maurice Utrillo, Othon Coubine, Suzanne Valadon et Léon Indenbaum. Il développe auprès d'eux un vif intérêt pour la peinture, fréquente beaucoup les musées et nourrit sa réflexion esthétique d'un grand nombre de lectures. 
À partir de 1939, il intègre l'Académie de la Grande Chaumière, à Montparnasse, où il suivra l'enseignement d'Othon Friesz, un des représentants du fauvisme. Très vite, il acquerra une bonne maîtrise de la peinture, l’énergie du trait et un goût affirmé pour la couleur et les contrastes forts. Il sera également l’élève de Pablo Picasso. C'est à cette époque qu'il se liera d’amitié avec Francis Gruber. 
En juin 1941, il expose au salon des Tuileries, manifestement le seul exposant juif.
Le style et la philosophie artistiques qui s’installent alors chez ce jeune peintre l'accompagneront tout au long de sa vie. 
Il réalise des paysages, des natures mortes et des marines, tout en conservant une vivacité picturale qui exalte la quintessence des sujets.
Il enseigne le dessin tout en poursuivant une carrière artistique très active. 
Jusqu'à la fin des années soixante, l’œuvre de Marcel Basler est essentiellement figurative et s'exprime aussi bien en gouaches qu'en aquarelles et peintures à l'huile. Il jouit pendant cette période d'une certaine notoriété, renforcée par la participation à de nombreuses expositions. 
En 1944, il épouse Élise Marie Justine Estrabols.
En 1946, il expose au deuxième Salon de mai aux Galeries Lafayette, en 1949 et 1950 aux 9ème et 10ème salons de l'Éducation nationale à Grenoble. 
En 1952, il organise une exposition personnelle à la Galerie de Seine à Paris où il présente des gouaches de paysages provençaux.
En 1953, toujours à la galerie de Seine, il expose des peintures et détrempes de La Ciotat ainsi que des paysages de haute Provence. 

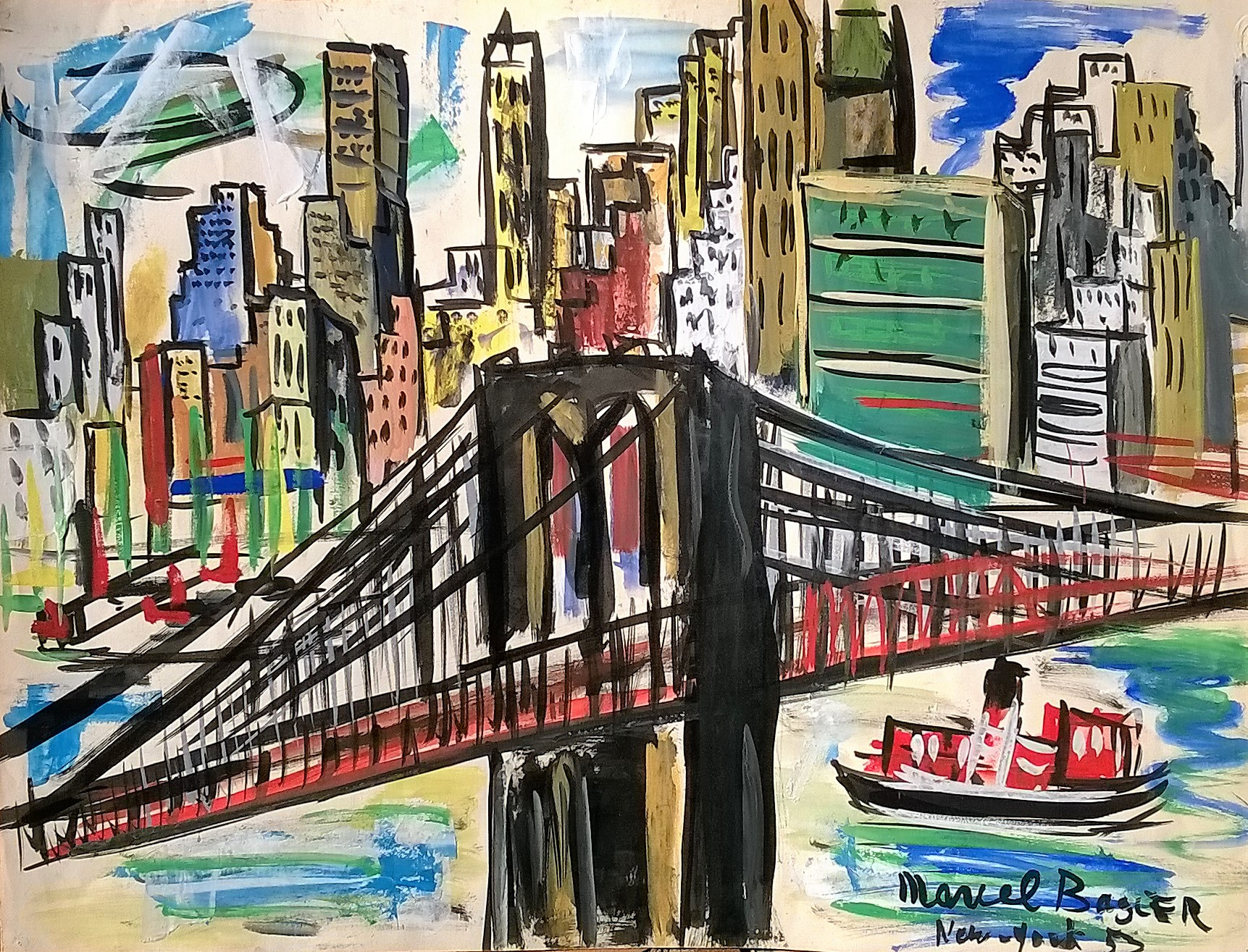
Marcel Basler: New-York (1953)

Invité par la Marine Nationale, il vogue durant l'automne 1953 à bord du porte-avions Dixmude. 
Au cours des escales aux Antilles et à New-York, il réalise de nombreuses peintures et gouaches, qu'il exposera en 1954 au musée d'Art moderne de Paris. 
Les « New-York » révèlent tout particulièrement l’empreinte d'une vision puissante et d'une maturité picturale qui lui valent d'être qualifié de peintre urbain.
En 1957, il expose au musée Cantini à Marseille et au Salon de Romans en 1958. L'année 1957 est également celle où il s’affirme dans le monde artistique comme un véritable peintre de son temps.  
En effet, cette année là, il apporte son témoignage sur l'une des composantes principales du monde moderne : le pétrole. Il est invité à séjourner à Hassi Messaoud par la Compagnie Française des Pétroles, où il  réalise des peintures dans lesquelles il saisit le contraste singulier entre le machinisme et l'aridité environnante. Ses représentations de la raffinerie Shell-Berre témoignent d'une esthétique industrielle de son temps, avec les colonnes de raffinage se dressant dans une solitude de fin du monde et un foisonnement industriel étouffant, fumantes le jour avec leurs multiples tuyauteries, brillantes de mille feux la nuit. 
Henri Lhote lui rend hommage en ces termes : « Marcel Basler est un peintre témoin de son époque qui a su, en la circonstance, allier la poésie du désert au matérialisme industriel des cités, trouvant pour l'un et l'autre, malgré l'aridité du sujet, les tons et la grandeur qu'il fallait, utilisant une palette subtile, [toutes choses] faisant de lui un artiste apprécié. » 
Ces toiles et dessins sont présentés en octobre 1959 à l'exposition « Le Pétrole vu par cent peintres » au musée Galliera à l'occasion du centenaire du premier forage pétrolier de la société des pétroles Shell Berre, mais également à la Galerie Paul Cézanne à Paris, qui lui consacre une exposition personnelle intitulée « D'Hassi Messaoud à Berre Provence » qui suscite un vif intérêt de la part des critiques.  
Il est également un grand habitué du Salon d'Automne au Grand Palais à Paris, où il expose ses œuvres tout au long des années 50, 60 et 70. 
À partir des années 70, se détournant du domaine qui avait été le sien jusqu'alors et lui avait ouvert de nombreuses portes, il s'oriente exclusivement vers l'art abstrait, et ce sont des œuvres tourmentées qui jalonnent cette dernière période de sa vie. 
Marcel Basler s'éteint en Provence en 1990.